# Tamboerijnduif
De tamboerijnduif (Turtur tympanistria) is een uit Afrika stammende vogel.

## Uiterlijk
De bovenzijde en vleugels zijn bruinachtig. Hij heeft een donkerrode vlek op de vleugels. Het voorhoofd is grijsachtig met een donkere oogstreep. De buik en borst zijn witachtig met een grijze borstvlek. De totale lengte van kop tot staart bedraagt 22 tot 24 centimeter. Ze leggen twee eieren die bruinachtig of roomkleurig zijn.

## Verzorging
Ze eten allerlei soorten zaad, miereneieren en af en toe een meelworm. Tevens staat er niet alleen groenvoer, maar ook bessen en andere vruchten op hun menu. Ze zijn goed in gevangenschap te houden en worden makkelijk tam.

## Verspreiding en leefgebied
Hij komt oorspronkelijk voor ten zuiden van  de lijn Sierra Leone - Ethiopië, tot en met zuidoost Zuid-Afrika, met name van Guinee tot Ethiopië, zuidelijk tot Angola, Zambia en Zuid-Afrika. In het droge westelijk gedeelte komt hij niet voor. Daarnaast is er een populatie op de eilandengroep de Comoren.